# Vitória (telenovela)
Vitória es una telenovela brasileña producida y transmitida por Rede Record que se estrenó el 2 de junio de 2014.

## Argumento
A la edad de 12 años , Artur (Bruno Ferrari), se convierte en parapléjico tras caer de su caballo. Rechazado por su propio padre Gregorio (Antônio Grassi), que sale de la caballeriza con su madre, Clarice (Bet Goulart). Años más tarde, Artur regresa y encuentra a Gregorio con una nueva familia y traza un plan de venganza, a partir de una relación con Diana (Thais Melchior), su media hermana con la cual comete incesto y es considerado algo verdaderamente trágico.

## Reparto
| Actor/Actriz       | Personaje             |
| ------------------ | --------------------- |
| Bruno Ferrari      | Artur                 |
| Thaís Melchior     | Diana                 |
| Juliana Silveira   | Priscila Schiller     |
| Paulo César Grande | Bernardo              |
| Gabriel Gracindo   | Ziggy e iago          |
| Maytê Piragibe     | Renata                |
| Leonardo Vieira    | Tadeu                 |
| Rodrigo Phavanello | Rafael                |
| Rafaela Mandelli   | Sabrina               |
| Raymundo de Souza  | Ednaldo               |
| Roberta Gualda     | Anastácia             |
| Cláudio Gabriel    | Eduardo (Edu)         |
| Ricky Tavares      | Mossoró               |
| Marcos Pitombo     | Paulão                |
| Luciana Braga      | Matilde               |
| Sílvio Guindane    | Paulo Henrique        |
| André De Biase     | Dante                 |
| Aline Borges       | Laíza                 |
| André Di Mauro     | Jorge                 |
| Bruna di Túllio    | Luciene de Melo Faria |
| Thelmo Fernandes   | William               |
| Nina de Pádua      | Yone Gusmão           |
| Rocco Pitanga      | Nelito                |
| Karen Marinho      | Kátia                 |
| Leandro Léo        | Ricardinho            |
| Letícia Medina     | Beatriz               |
| Gustavo Leão       | Quim                  |
| Henrique Ramiro    | Alex                  |
| Augusto Garcia     | Bruno                 |
| Gustavo Ottoni     | Javier Rodriguez      |
| Créo Kellab        | Pedro 1               |
| César Pezzuoli     | Manoel                |
| Alessandra Loyola  | Analice               |
| Liége Müller       | Bárbara               |
| Raphael Montagner  | Enzo                  |
| Ricardo Ferreira   | Virgulino             |
| Camila Avancini    | Rosa                  |
| Rose Lima          | Catarina              |

Los niños
| Actor/Actriz    | Personaje                              |
| --------------- | -------------------------------------- |
| Pablo Mothé     | Cícero Correia do Nascimento (Cicinho) |
| Diego Kropotoff | Vinicíus                               |
| Alice Rodrigues | Isabele                                |
| Letícia Pedro   | Rebeca                                 |
| Victória Diniz  | Gabriela (Gabi)                        |
| Zeca Gurgel     | Orlando (Dinho)                        |

Participaciones especiales
| Actor/Actriz        | Personaje            |
| ------------------- | -------------------- |
| Flávia Monteiro     | Rúbia                |
| Cássio Ramos        | Pablo                |
| Marcelo Escorel     | Fernando             |
| Dado Dolabella      | Léo                  |
| Eduardo Pires       | Felipe               |
| Bruno Chateaubriand | Mariano Morgado (MM) |

Equipo de apoyo
| Actor/Actriz    | Personaje     |
| --------------- | ------------- |
| Antônio Grassi  | Gregório      |
| Jonas Bloch     | Ramiro Pessoa |
| Heitor Martinez | Caíque        |
| Beth Goulart    | Clarice       |
| Lucinha Lins    | Zuzu          |